# 全南県
全南県（ぜんなん-けん）は中華人民共和国江西省贛州市に位置する県。

## 行政区画
- 鎮:城廂鎮、大吉山鎮、陂頭鎮、金竜鎮、南逕鎮、竜源壩鎮
- 郷:中寨郷、社逕郷、竜下郷

## 交通

### 道路
- 高速道路
  - 大広高速道路